# Cercopithecus sclateri
El cercopiteco de Sclater (Cercopithecus sclateri) es una especie de primate catarrino perteneciente a la familia Cercopithecidae. Fue descrito por Reginald Innes Pocock en 1904 y nombrado formalmente por Philip Sclater. Es una especie arbórea y diurna que vive en los bosques del sur de Nigeria. Anteriormente se clasificaba como una subespecie del cercopiteco de orejas rojas (Cercopithecus erythrotis).
La dieta de esta especie no se conoce, pero se cree que es principalmente un frugívoro que suplementa su dieta con vegetales e insectos, lo mismo que las especies más emparentadas.
Se pensaba que el cercopiteco de Sclater se hallaba en peligro de extinción hasta finales de la década de 1980. Actualmente se sabe que existen algunas poblaciones aisladas entre el Níger y el Cross al sur de Nigeria. Esta región hace parte del Hotspot de biodiversidad de los bosques de Guinea en África Occidental.
La especie no se encuentra en áreas protegidas oficialmente, pero tres poblaciones son conocidas por ser objeto de protección por parte de los humanos residentes quienes los consideran sagrados. En la Lista Roja de la UICN a cauda de la pérdida de su hábitat y la caza se incluye como especie vulnerable.
El cercopiteco de Sclater solo existe en cautiverio en el Centro para Educación, Rehabilitación y Conservación de Primates y Naturaleza (CERCOPAN) en el estado de Cross River, Nigeria.